# Dourdou de Camarès
Der Dourdou de Camarès ist ein linker Nebenfluss des Tarn in der Region Okzitanien im Süden von Frankreich. 

## Flusslauf
Der Dourdou de Camarès entspringt im Gemeindegebiet von Murat-sur-Vèbre, entwässert generell in nordwestlicher Richtung durch den Regionalen Naturpark Grands Causses und mündet nach 87 Kilometern an der Gemeindegrenze von Broquiès und Saint-Izaire in den Tarn. Der Dourdou de Camarès berührt auf seinem Weg die Départements Tarn, Hérault und Aveyron.

## Orte am Fluss
- Arnac-sur-Dourdou
- Brusque
- Camarès
- Montlaur
- Saint-Izaire
- Vabres-l’Abbaye